# Combat de l'HMS Ambuscade contre la Bayonnaise
Batailles
Guerre de la Deuxième Coalition
- St George's Caye (navale) (09-1798)
- Nicopolis (10-1798)
- Corfou (11-1798)
- Copenhague (navale) (04-1801)
- Algésiras (navale) (06-1801)

Campagne de Hollande
- Callantsoog (08-1799)
- Vlieter (08-1799)
- Zyp (09-1799)
- Bergen (09-1799)
- Alkmaar (10-1799)
- Castricum (10-1799)

Campagne de Suisse
- Ostrach (03-1799)
- Feldkirch (03-1799)
- 1re Stockach (03-1799)
- Frauenfeld (05-1799)
- Winterthour (05-1799)
- 1re Zurich (06-1799)
- Schwytz (08-1799) (en)
- Amsteg (08-1799)
- Saint-Gothard (09-1799)
- 2e Zurich (09-1799)
- Linth (09-1799)
- Muten (10-1799) (ru)
- Engen (05-1800)
- 2e Stockach (05-1800)
- Moesskirch (05-1800)
- Biberach (05-1800)
- Erbach (05-1800)
- Höchstädt (06-1800)
- Ampfing (12-1800)
- Hohenlinden (12-1800)

Campagne d'Égypte
- Malte 1 (06-1798)
- Malte 2 (06-1798)
- Alexandrie (07-1798)
- Chebreiss (07-1798)
- Pyramides (07-1798)
- 1re Aboukir (08-1798)
- Salheyeh (08-1798)
- Malte 3 (09-1798)
- Sédiman (10-1798)
- Caire (10-1798)
- Samanouth (01-1799)
- El Arish (02-1799)
- Syène (02-1799)
- Jaffa (03-1799)
- Saint-Jean-d'Acre (03-1799)
- Mont-Thabor (04-1799)
- 2e Aboukir (07-1799)
- Damiette (11-1799)
- Héliopolis (03-1800)
- 3e Aboukir (03-1801)
- Mandora (03-1801)
- Canope (03-1801)
- Fort Jullien (04-1801)
- Le Caire (06-1801)
- Alexandrie (08-1801)

2e Campagne d'Italie
- Vérone (03-1799)
- Magnano (04-1799)
- Cassano (04-1799)
- Mantoue (04-1799)
- Bassignana (05-1799)
- 1re Marengo (05-1799) (en)
- Modène (06-1799) (en)
- Trebbia (06-1799)
- 2e Marengo (06-1799) (en)
- Novi 1 (08-1799)
- Rome (09-1799)
- Mannheim (09-1799) (en)
- Novi 2 (10-1799) (en)
- Genola (11-1799)
- Gênes (04-1800)
- Sassello (04-1800) (en)
- Fort Bard (05-1800)
- Verceil (05-1800)
- Turbigo (05-1800)
- Montebello (06-1800)
- 3e Marengo (06-1800)
- Pozzolo (12-1800)

Le combat de l'HMS Ambuscade et de la Bayonnaise est un combat naval qui se déroule le 14 décembre 1798, à 30 milles nautiques au large de l'île de Ré et qui met aux prises une frégate britannique et une corvette française commandée par Jean Baptiste Edmond Richer.
Au bout de plusieurs heures de combat, la corvette, surclassée en puissance de feu et en qualités manœuvrières, réussit à aborder son adversaire et à le capturer.
La frégate passera sous le pavillon tricolore sous le nom d’Embuscade. Elle sera reprise par le HMS Victory le 28 mai 1803.
Cette action, montée en épingle à l'époque, a donné lieu à plusieurs tableaux dont celui de Louis-Philippe Crépin exposé à Paris, au Musée de la Marine.

## Les adversaires

### HMSAmbuscade
C'est une frégate de 12 portant 32 canons, construite en 1773 à Depford. Elle porte 26 canons de 12 livres et 6 caronades de 12 sur le gaillard d'avant.

Son équipage est de 200 marins (environ).

### LaBayonnaise
C'est une corvette portant 24 canons de 8 livres et 2 caronades de 32. Elle a aussi 4 pierriers. Elle a été construite en 1794 à Bayonne.

Son équipage est de 250 hommes. Elle transporte aussi ce jour-là 40 soldats.

## Représentations picturales

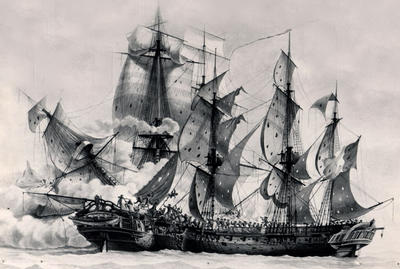
Antoine Roux
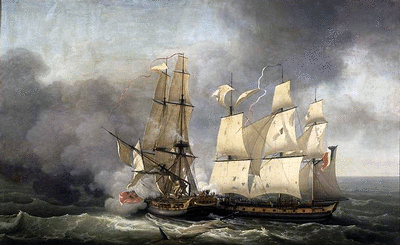
Jean-François Hue
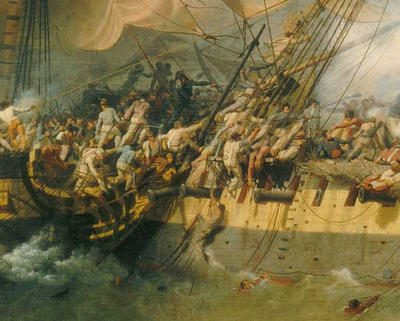
Louis-Philippe Crépin (détail)
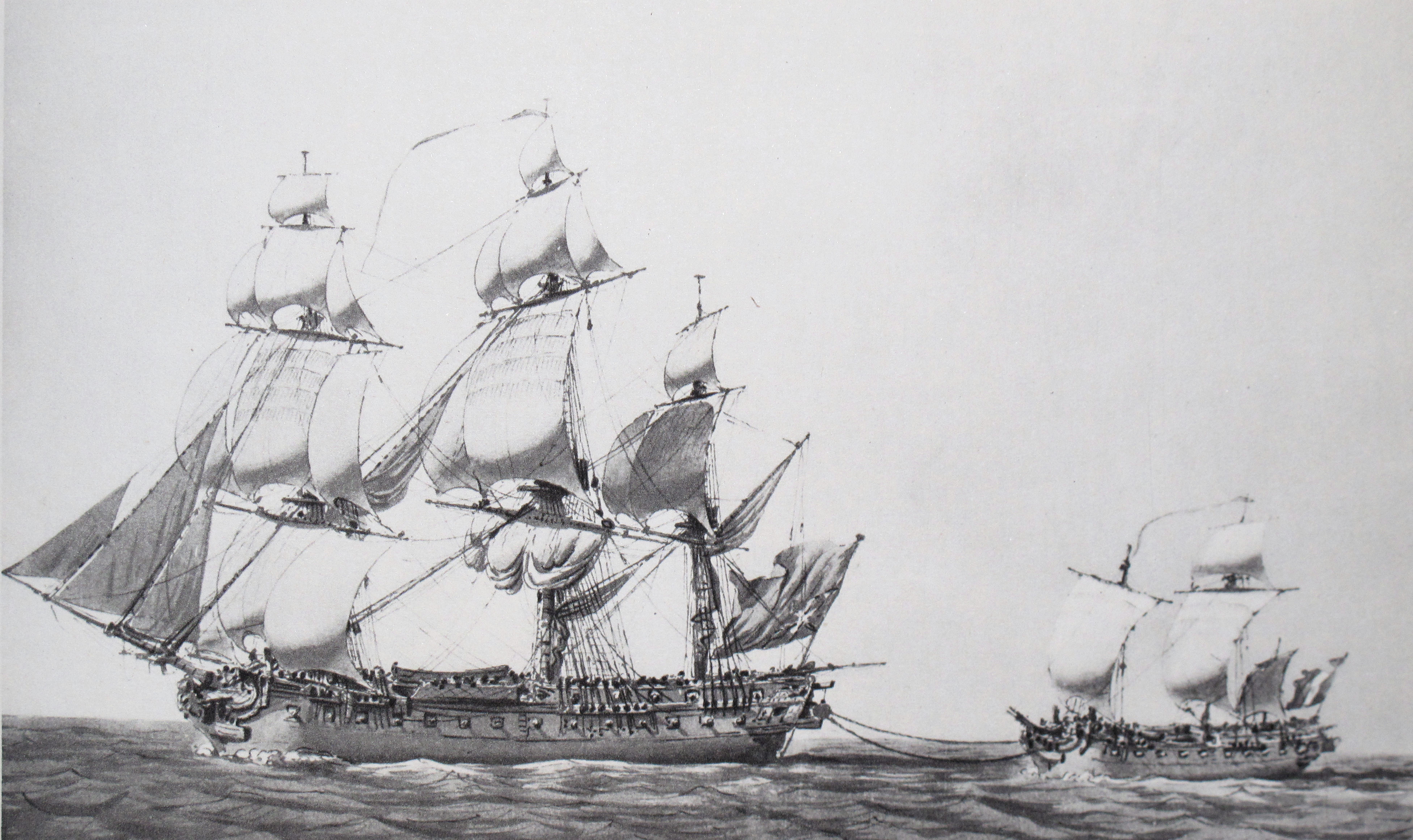
Pierre Ozanne

## Source
- (en) Cet article est partiellement ou en totalité issu de l’article de Wikipédia en anglais intitulé « Action of 14 December 1798 » (voir la liste des auteurs).